# Chaetocnema parafusiformis
Chaetocnema parafusiformis (лат.) — вид жуков-листоедов рода Chaetocnema трибы земляные блошки из подсемейства козявок (Galerucinae, Chrysomelidae). Южная и Центральная Азия.

## Распространение
Встречаются в Центральная и Южной Азии (Бутан, Индия, Иран, Непал).

## Описание
Длина 1,70—1,85 мм, ширина 1,00—1,05 мм. От близких видов (Chaetocnema fusiformis, Chaetocnema gracilis, Chaetocnema laotica) отличается комбинацией следующих признаков: темными конечностями и усиками, укороченным пронотумом (соотношение ширины к длине 1,64—1,66), формой эдеагуса. Переднеспинка, голова и надкрылья бронзоватые. Голова и дорзум мелко сетчатые. Фронтоклипеальная борозда присутствует. Антенномеры усиков и ноги коричневые. Голова гипогнатная (ротовые органы направлены вниз). Надкрылья покрыты несколькими рядами (6—8) многочисленных мелких точек — пунктур. Бока надкрылий выпуклые. Второй и третий вентриты слиты. Средние и задние голени с выемкой на наружной стороне перед вершиной. Переднеспинка без базальной бороздки. Вид был впервые описан в 2019 году в ходе ревизии ориентальной фауны рода Chaetocnema, которую провели энтомологи Александр Константинов (Systematic Entomology Laboratory, USDA, c/o Smithsonian Institution, National Museum of Natural History, Вашингтон, США) и его коллеги из Китая (Ruan Y., Yang X., Zhang M.) и Индии (Prathapan K. D.).